# 内田康之
内田 康之（うちだ やすゆき）は、日本のロボット工学者。日本大学生産工学部創生デザイン学科准教授（博士（工学））。
1991年東京理科大学工学部機械工学科卒業、1993年東京理科大学大学院工学研究科、2000年東京工業大学大学院理工学研究科博士後期課程修了、2009年から現職。

## 研究課題
- 移動ロボットについての研究
- 補助犬と障害者にやさしい環境デザイン
- 人にやさしいカラーユニバーサルデザイン
- 身の回りで役立つロボットデザイン

## 主な受賞
- 第13回ロボットグランプリ「大道芸競技」（主催：社団法人日本機械学会）創意工夫賞
- 防衛省技術研究本部技術表彰
- 日本設計工学会奨励賞
- 防衛弘済会防衛技術奨励賞
- 防衛技術協会防衛技術論文賞
- 防衛省技術研究本部技術表彰